# دانشگاه علم و صنعت مغولستان
دانشگاه علم و صنعت مغولستان (به لاتین: Mongolian University of Science and Technology) یک دانشگاه در مغولستان است که در اولان‌باتور واقع شده‌است.